# Frankford Yellow Jackets
Frankford Yellow Jackets foi uma equipe de futebol americano sediada em Frankford, na cidade de Filadélfia, nos Estados Unidos. Foi campeã da Temporada de 1926 da National Football League.
Um dos poucos times da NFL com a data de fundação na década de dezoito. Teve um começo bom na liga, mas a grande crise de 29 atingiu o time. Aliado aos problemas financeiros, em 1930 o estádio onde mandava os jogos sofreu um incêndio e a franquia teve que jogar em outras arenas. A crise foi tão grande que o time não acabou a última temporada.
O jogador do Yellow Jackets, Ignacio Molinet, foi o primeiro latino a jogar na NFL. O clube também foi um dos primeiros a patrocinar viagens de torcedores para ver os jogos em outros estádios, essas história constam no livro: O Início da NFL 1920-1952